# Realmonte
Realmonte est une commune italienne de la province d'Agrigente, dans la région Sicile.

## Toponymie
Rialmunti en sicilien, vient de "mons regalis": "montagne du roi", mais la fondation de la cité actuelle date du XVIIe siècle par les seigneurs Alimena, ducs de Castrofillippo, qui en seront propriétaires jusqu'en 1812, date de l'abolition de la féodalité en Italie.

## Géographie
Realmonte siège sur la face Sud de la Sicile sur le trajet de la faille médio-méditerranéenne et le sol résulte de l'accumulation de sédiments, et en particulier de sel de sodium et de potassium lors de la Crise de salinité messinienne, ayant entrainé l'assèchement de la Méditerranée, pas fermeture transitoire des passages la reliant à l'Atlantique :(chaînes bétique (Espagne) et rifaine (Maroc), et non par l’actuel Détroit de Gibraltar, qui n’était pas encore ouvert), du fait du déplacement vers le nord de la plaque africaine par la tectonique, il y a 6 millions d'années puis le rehaussement de ces sédiments depuis par fermeture progressive du bassin méditerranéen. La mine de Realmonte est  constituée par un diapir, ascension de roche plus légère à travers des sédiments plus denses d'où l'émergence de différentes roches de type évaporitiques (halite, anhydrite, kainite, carnalite, etc.) entourés de calcaires et de sédiments issus de récifs coralliens, puis de cendres volcaniques, plus récentes.

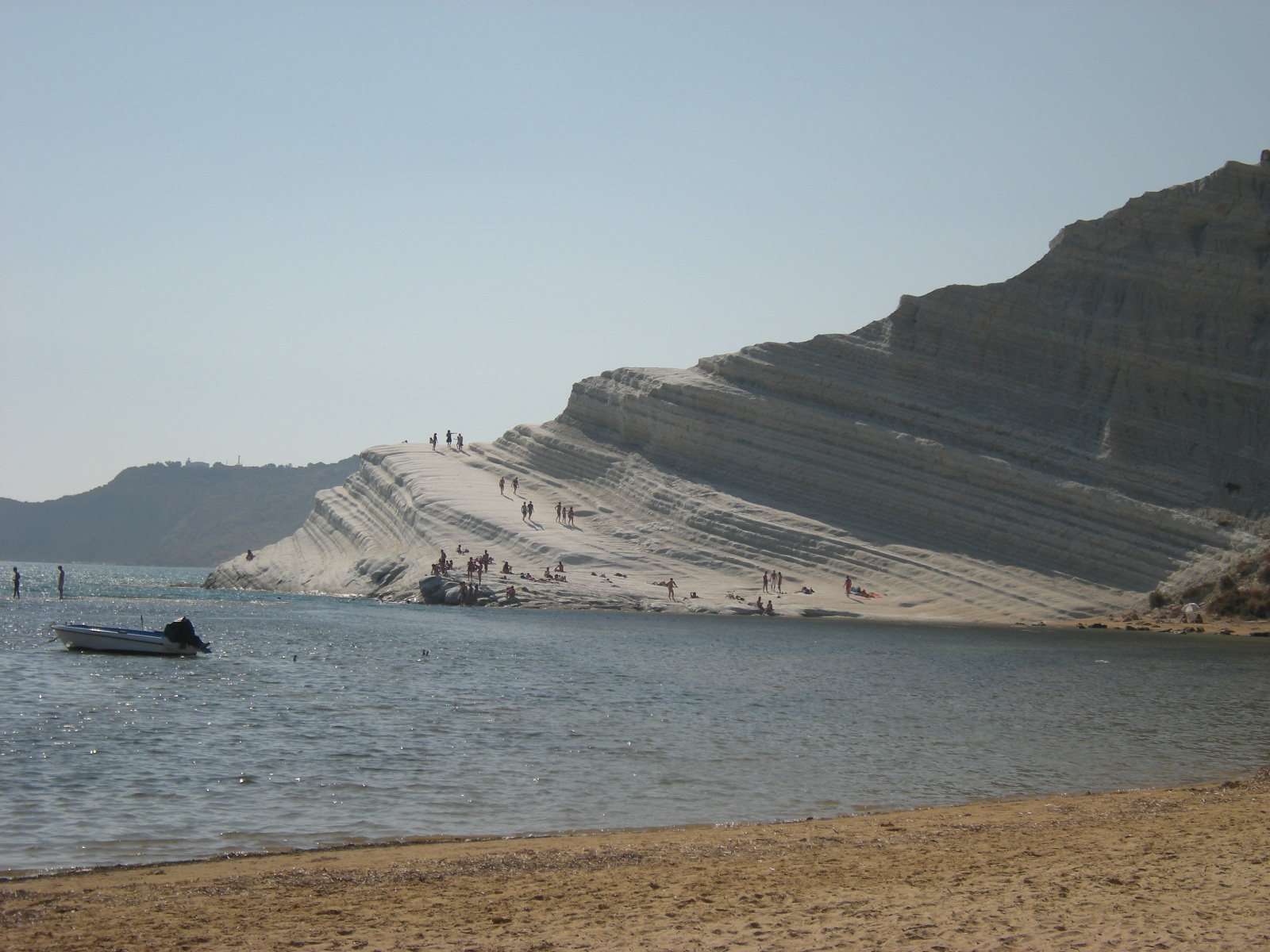
Panorama de la Scala dei Turchi

## Histoire
La ville est riche de vestiges archéologiques, issus en particulier de la villa romaine Duruelli, une villa du Ier siècle av. J.-C., mais l'occupation de la côte est plus ancienne comme en témoignent les nombreux vestiges.

## Économie
La mine de sel de Realmonte fournit de grandes quantités de sels pour les routes du nord de l'Europe

## Politique et administration

### Liste des maires
| Identité            | Période       | Période     | Durée                     | Étiquette     |
| Identité            | Début         | Fin         | Durée                     | Étiquette     |
| ------------------- | ------------- | ----------- | ------------------------- | ------------- |
| Piero Puccio (d)    | 1er juin 2010 | 2 juin 2015 | 5 ans et 1 jour           | liste civique |
| Calogero Zicari (d) | 2 juin 2015   | En cours    | 9 ans, 9 mois et 12 jours | liste civique |

### Communes limitrophes
Agrigente, Porto Empedocle, Siculiana

## Jumelages
| Ville | Ville     | Pays | Pays      | Période                     |
| ----- | --------- | ---- | --------- | --------------------------- |
|       | Eppelborn |      | Allemagne | depuis 2013                 |
|       | Hornaing  |      | France    | depuis le 17 septembre 2011 |
|       | Perm      |      | Russie    | depuis 2011                 |